# Westermannia triangularis
Westermannia triangularis är en fjärilsart som beskrevs av Moore 1877. Westermannia triangularis ingår i släktet Westermannia och familjen trågspinnare. Inga underarter finns listade i Catalogue of Life.